# 箕面FMまちそだて
箕面FMまちそだて株式会社（みのおエフエムまちそだて）は、大阪府箕面市を中心に、北摂地域で超短波放送（FM放送）サービスを提供している特定地上基幹放送事業者。大阪府内で最初に設立されたコミュニティFM局で、箕面市内の観光名所である箕面の滝とFM放送の周波数（81.6MHz）にちなんで、タッキー816（タッキーはちいちろく）という愛称が付けられている。

## 概要
1995年（平成7年）1月17日に阪神・淡路大震災が発災したことを受けて、同年10月1日に大阪府で初めて（日本国内で2局目）のコミュニティ放送局として開局。開局の第一声を発したのは植田洋子（1965年から関西テレビ放送にアナウンサーとして3年間勤務していた山室洋子）で、開局を機にアナウンサーとしての活動を再開すると、現在に至るまで自社制作番組のパーソナリティを務めている。
サービスエリア（放送対象地域）は箕面市を含む北摂地域で、当初の免許人は「みのおコミュニティ放送株式会社」だった。2010年（平成22年）に「箕面わいわい株式会社」と合併するとともに、現在の社名へ改称。2011年（平成23年）10月15日からSimulRadioへ参加したことに伴って、北摂以外の地域でもインターネットを通じて番組を聴取できるようになった。

## 現在放送中の主な番組
2025年5月現在。
生放送
- モーニングタッキー（月〜金／8:00〜9:56）
- デイライトタッキー（月〜金／10:00〜12:00）
- タッキーBOX（月〜金／16:00〜17:30）
- オンガクノススメ（火〜金／13:10〜14:00）
- 植田洋子とTea For Two（第1・3・5 水／15:00～16:00・/21:00〜22:00（再放送1）◆日／17:00～18:00（再放送2）
- みのたんらじお（土／11:00～12:00）※箕面市立メイプルホールから公開生放送
- サタデーワイドフィーバー（土／12:00～17:00）
- サンデータッキー（日／10:00～11:00）

収録
- Bluegrass（月～金／6:00～6:55、土・日曜／6:00～7:54◆土／10:30～11:00・18:30～19:00（再放送1）、日／16:30～17:00（再放送2）
- 箕面の歌（月～金／6:55～7:00）
- ゆずる体操（月～日／7:54～8:00）
- GOOD DAY みのお（月〜金／12:30～13:00、23:00～23:30（再放送）※ 提供：箕面市、番組企画：箕面市国際交流協会（MAFGA）
- 528サウンドライブラリー（月〜金／23:30～24:00）
- Beats on Wax（月〜金／12:05～12:30、月〜土／2:00～6:00）
- ゆずもみソング（月／21:44～22:00）
- まちのラジオ（木／21:00〜22:00）
- 空中図書室（金／21:00〜21:30）
- ハイスクールプログラム（金／21:30～22:00◆日／9:30～10:00（再放送）／水／14:30～15:00（再放送）
- 輝け！ブラス（月～金／22:50～22:56、水／14:30～15:00、金／15:30～16:00）※箕面市青少年吹奏楽団の演奏
- らくがきVOICE [2]（土／17:00～18:00（第1部）、18:05～18:35（第2部）※大阪大学放送サークル FM Oh!まちかね制作
- HAMASHOにハマッタdeショー（土／23:30～24:00◆金／14:30～15:00（再放送）※浜田省吾を語るトーク番組
- ソウルスタイル（土・日曜／23:30～26:00）
- 午後のクラシック（日／12:05～12:55）※解説・選曲は、関西クラシック音楽同好会が担当。
- 山田恵範のミュージックライド[3]（日／16:00～16:30◆月／21:00～21:30（再放送） - FM桐生でも放送。
- ブーマン＆フレンズ Music Bound（日／23:00～23:30◆金／15:30～16:00（再放送）
- 名探偵エドガー＆ランボー（日／23:30～24:00◆月／13:30～14:00（再放送）